# Rubén Tizziani
Rubén Óscar Tizziani (Vera, Santa Fe; 1937-Buenos Aires, 25 de junio de 2020) fue escritor, periodista y guionista argentino.

## Carrera literaria
Escribió sus primeros poemas y artículos para publicaciones estudiantiles a los quince años y a los veinte editó, con otros poetas y escritores, su primera revista literaria. Cursó Derecho y Filosofía en la Universidad de Buenos Aires pero no tardó en abandonar los estudios académicos para reincidir en la edición de publicaciones de poesía y desarrollar una variada actividad cultural.
En 1966, se inició como periodista y dos años más tarde fue enviado a Lima, Perú, para cubrir el golpe de Estado de las fuerzas armadas peruanas contra el gobierno constitucional de Fernando Belaúnde Terry, y permaneció en ese país durante dos años.
A su regreso, dirigió periódicos, revistas y colecciones de libros y fascículos. En 1980 se trasladó a Francia, donde vivió varios años, escribiendo artículos para la Agencia France-Press y desempeñándose como corresponsal de varias publicaciones latinoamericanas. Asimismo, escribió guiones para la Radio Televisión de la Unesco.
De nuevo en Buenos Aires retomó su trabajo periodístico y en 1994 fue contratado para desarrollar un periódico en Asunción, Paraguay. En 2002 se retiró del periodismo y creó una consultora editorial y de comunicación.
Rubén Tizziani está considerado uno de los pioneros de la Literatura Negra en la Argentina. El semiólogo argentino Héctor Schmucler escribió: «Noches sin lunas ni soles, es la primera novela de tono policial que recupera el ambiente de Buenos Aires: pistoleros porteños, policía argentina (…) El autor de Las Galerías, que ya había mostrado un notable uso del lenguaje en Los borrachos en el cementerio, logra en esta novela que lo policial surja como una necesidad del relato. En ese sentido, podría afirmarse que no es lo ‘policial’ lo que caracteriza a Noches sin lunas ni soles, sino la calidad de una escritura que desemboca en el género adecuado»[cita requerida].
Falleció el 25 de junio de 2020.

## Libros publicados
- Las galerías - Sudamericana (1969)

- Los borrachos en el cementerio – Siglo XXI (1974)

- Noches sin lunas ni soles - Siglo XXI (1975)[7]

- El desquite – Emecé (1978)

- Todo es triste al volver – Catálogo (1983)

- Mar de olvido – Emecé (1992)

- Un poco menos pobre (biografía de Alberto Olmedo) – Beas (1992)

- Un tiburón de ojos tristes – Catálogo (2001)

Tiene dos novelas inéditas, que no quiso publicar.

## Cine y televisión
- Noches sin lunes ni soles fue llevada al cine con guion propio y dirección de José Martínez Suárez y la actuación de Alberto de Mendoza, Lautaro Murua, Luisina Brando, entre otros.

- El desquite fue dirigida por Juan Carlos Desanzo, con Rodolfo Ranni, Silvia Montanari, Julio De Grazia, Ricardo Darín y otros.

- Seguridad personal Guion original de la película dirigida por Aníbal Di Salvo, con Katja Alemann, Rodolfo Beban y Darío Grandinetti.

- El Túnel. Adaptación para televisión de la novela de Ernesto Sabato, que dirigió Mario Sabato.